# Verve EP
Verve EP는 영국의 록 밴드 버브가 처음 스튜디오에서 녹음해 발매한 EP 앨범이다.
몽롱하면서도 노이즈가 강한 슈게이징 스타일의 앨범이다. 특히나 앨범 전체에 닉 맥케이브의 슈게이징 스타일의 비틀린 기타 플레이를 잘 느낄 수 있는 앨범이다.
후배 브릿팝 밴드인 Mansun은 수록곡인 "Man Called Sun"에서 밴드명을 따오기도 했다.

## 수록곡
1. "Gravity Grave" (edit) – 4:27
2. "Man Called Sun" – 5:45
3. "She's a Superstar" (edit) – 5:03
4. "Endless Life" – 5:32
5. "Feel" – 10:42

## 싱글
- "She's a Superstar" (1992년 5월 25일)
- "Gravity Grave" (1992년 10월 5일)